# Дэскэлеску, Николае
Николае Дэскэлеску (рум. Nicolae Dăscălescu; 16 июня 1884, Căciulești, Нямц — 26 сентября 1969 или 28 сентября 1969, Пьятра-Нямц) — румынский военный деятель, генерал времён Второй мировой войны.

## Биография
Родился в бедной крестьянской семье в жудеце Нямц, Королевство Румыния. Окончил среднюю школу в Пьятра-Нямце, а в 1906 году поступил в военное училище в Бухаресте, которое окончил в 1908 году в звании второго лейтенанта. Получив звание лейтенанта в 1911 году, проходил службу в артиллерийском полку во время Второй Балканской войны в 1913 году, а затем весной 1916 года дослужился до звания капитана. Участвовал в Первой мировой войне и Румынской интервенции в Венгрию, получил звание майора. В 1921 году поступил в Национальный университет обороны Карола I в Бухаресте и к 1940 году дослужился до звания генерал-майора. Командовал 25-й дивизией в август 1939 году и 20-й дивизией с июня 1940 года, а через 8 дней после начала операции «Барбаросса» принял командование 21-й дивизией.
Во главе дивизии участвовал в кровопролитных боях против Союза Советских Социалистических Республик, в том числе в битве в Кантемирском районе в Бессарабии и в осаде Одессы в 1941 году. Николае Дэскэлеску отличился в боях и был назначен командиром 2-го румынского корпуса, входившего в состав 3-я армии. Этот корпус участвовал в Сталинградской битве и был разгромлен советскими войсками во время операции «Уран». Остатки корпуса были выведены в Румынию для перегруппирования и защиты северной границы.
После государственного переворота в Румынии 23 августа 1944 года 2-й корпус начал вести боевые действия против своих бывших германских союзников, взял 10 500 солдат в плен и участвовал в наступлении в Трансильвании в составе 4-й армии под командованием генерала Георге Аврамеску. Временно заменил Георге Аврамеску во главе 4-й армии, когда тот отсутствовал в январе — феврале 1945 года. Стал новым командующим 4-й армией 3 марта 1945 года, когда Геогрге Аврамеску погиб при невыясненных обстоятельствах (предположительно ликвидирован НКВД СССР). В составе 4-й армии Николае Дэскэлеску под командованием советского генерала Родиона Малиновского участвовал в Братиславско-Брновской наступательной операции и Пражской операции. Был тяжело ранен 25 марта в бою за Банска-Бистрицу, но решил остаться со своими войсками.
После окончания Второй мировой войны, в июне 1945 года был освобожден от командования и ушёл в отставку. В 1946 году предстал перед судом как военный преступник, но суд отклонил обвинения и вынес оправдательный приговор. Не являясь сторонником нового коммунистического правления Румынии, он подвергался дальнейшим преследованиям до 1951 года, когда его заключили под стражу в тюрьму Жилава за «сельскохозяйственный саботаж». Освобожден в октябре 1955 года и переехал в Пьятра-Нямц. Остаток своих лет прожил в стороне от общественной жизни, несмотря на то, что получил звание генерал-лейтенанта. Умер в 1969 году в Пьятра-Нямце и похоронен на городском кладбище Героев.
Бульвар в Пьятра-Нямце носит его имя, как и улица в Клуж-Напоке. Бюст Николае Дэскэлеску установлен на площади в Клуж-Напоке.